# Melipona fuscopilosa
Melipona fuscopilosa is een vliesvleugelig insect uit de familie bijen en hommels (Apidae). De wetenschappelijke naam van de soort is voor het eerst geldig gepubliceerd in 1950 door Moure & Kerr.